# 马头镇 (六安市)
马头镇，是中华人民共和国安徽省六安市金安区下辖的一个乡镇级行政单位。

## 行政区划
马头镇下辖以下地区：
街道社区、陈滩村、龙滩村、黄台村、陈台村、孙长郢村、感应寺村、胡楼村、李大楼村、十字路村、崔店村、黄店村和高皇村。